# Lojzo Buturac
Lojzo Buturac (4. veljače 1924., Djedina Rijeka, Ruševo – Sisak, 9. kolovoza 2020.), hrvatski povjesničar, crkveni glazbenik i crkveni pisac i građevinski inženjer. Brat je svećenika i crkvenog povjesničara Josipa Buturca. Djelovao pri katedralnoj župi Uzvišenja Svetog Križa iz Siska.

## Životopis
Lojzo je osmo od devetero djece u roditelja Antuna i Franciske rođene Svoboda, koji su imali devetero djece. Sa šest godina ostao je bez oca. Kao osnovnoškolac postao je redoviti ministrant. Kad su 1935. križarske organizacije osnovane u njegovoj župi, uključio se u male križare. Studirao je u Zagrebu. Diplomirao je građevinu. 1955. preselio se u Sisak gdje je ostao živjeti.
Nadbiskup Franjo Kuharić 1988. godine imenovao je Buturca članom Pastoralnog vijeća Zagrebačke nadbiskupije. Imenovan je na prijedlog triju dekanata Gorskog arhiđakonata. Budući da nije bilo dovoljno školovanih vjeroučitelja, Buturac je preuzeo na sebe i predavanje vjeronauka u jednoj sisačkoj školi. To je bilo u školskoj godini 1992/93. Buturac je po mandatu nadbiskupa Kuharića. 2000-ih je izabran u župno pastoralno vijeće svoje župe, uskoro i u Župno ekonomsko vijeće. Kod župnika je radio sve uredske poslove, kojom prilikom je i dopunio župnu spomenicu od 1964. do 2004. godine.
Znanje diplomiranoga građevinskog inženjera stavio je na raspolaganje svim župama i samostanima. Kao građevinar u svoje slobodno vrijeme bio im je na usluzi. Osobito se angažirao u Galdovu. U Galdovu je unutar desetljeća napravio izvedbene projekte za sve izgrađeno i skoro svaki dan bio je s radnicima na gradilištu. Drugo poznato mjesto za koje je izradio izvedbene projekte jest sisački Zeleni brijeg, tj. centar Svetog Kvirina.
Bio je stalni orguljaš u župi Pohoda BDM u Sisku gdje je djelovao 35 godina (l961. – 1996.). Do pred kraj života svirao je mise subotom u Domu umirovljenika te nedjeljom u filijalnoj kapeli Svetoga Ivana u Topolovcu.
Objavio je 14 knjiga i 523 članka. Članke je objavio u Glasu Koncila, HK Reviji Marulić, kalendaru Danici, Križu ljubavi, IKI, Tkalčiću, Građevinaru, lokalnim listovima.(„Bibliografija radova Lojze Buturca“, Narodna knjižnica u Sisku, 2009.) Od knjiga se ističu župne monografije „Stoljeća župe sv. Križa u Sisku“ i „Osam stoljeća župe Gore“.
Bliski poznanik Vlade Janića koji mu je iznio važna svjedočanstva o ustanku u Hrvatskoj travnja 1941. godine.
Sisački biskup mons. Vlado Košić dodijelio mu je 2011. najveće priznanje koje može dobiti vjernik laik katoličke Crkve, papinsko priznanje Pro Ecclesia et Pontifice.
S fra Tomislavom Ivančićem napisao knjigu Posljednje čovjekove stvarnosti, u kojoj se artikulira bitne etape budućnosti svakog čovjeka, govori o smrti, posebnom sudu, paklu, raju, čistilištu i posljednjem sudu, posljednjim stvarima čovjeka.